# Bodo Illgner
Bodo Illgner (phát âm tiếng Đức: [ˈboːdoː ˈʔɪlɡnɐ]; sinh ngày 7 tháng 4 năm 1967) là cựu thủ môn bóng đá người Đức.
Ông từng chơi cho Köln và Real Madrid, giúp đội tuyển Đức lọt vào vòng chung kết World Cup 1990 và giành chức vô địch thế giới.

## Sự nghiệp cấp câu lạc bộ
Sinh ra ở Koblenz, Illgner là sản phẩm của lò đào tạo trẻ 1. FC Köln, ra mắt Bundesliga ngày 22 tháng 2 năm 1986 khi chưa tròn 19 tuổi, trong trận thua 1–3 trên sân của FC Bayern Munich. Từ mùa 1987–88, ông là thủ môn chính – kế nhiệm Harald Schumacher ở cả 1. FC Köln và đội tuyển Đức. Ông được bình chọn là thủ môn xuất sắc nhất châu Âu năm 1991.
Ngày 30 tháng 8 năm 1996, khi đã bắt đầu mùa giải với Köln, Illgner ký hợp đồng với Real Madrid, chơi 40 trận tại La Liga mùa đầu tiên ông đặt chân đến Tây Ban Nha để giúp đội bóng thủ đô lên ngôi vô địch. Sau đó ông đánh mất vị trí chính thức vào tay Santiago Cañizares, nhưng đã giành lại vị trí vào thời điểm trận chung kết Champions League 1998, thắng Juventus FC 1–0.
Mùa 1999–2000, Illgner được thay thế bởi thủ môn khi đó mới 18 tuổi là Iker Casillas, sau đó ông quyết định giải nghệ. Tháng năm 2013, ông được tờ Marca bình chọn vào đội hình 11 cầu thủ ngoại xuất sắc nhất lịch sử Real Madrid.

## Sự nghiệp quốc tế
Ngày 23 tháng 9 năm 1987, Illgner ra mắt đội tuyển Tây Đức trong trận giao hữu thắng 1–0 trên sân nhà trước Đan Mạch, và cùng thủ môn chính Eike Immel tham dự UEFA Euro 1988. Tại World Cup 1990, ông là lựa chọn số một của đội tuyển đứng sau hàng hậu vệ bao gồm Klaus Augenthaler, Andreas Brehme, Thomas Berthold, Guido Buchwald và Jürgen Kohler (Matthias Sammer thay thế vị trí của Augenthaler tại Euro 1992); tại bán kết, ông cản được cú sút của Stuart Pearce tại loạt sút luân lưu trước đội tuyển Anh, giúp Đức lọt vào trận chung kết gặp Argentina.
Illgner thi đấu tổng cộng 54 trận cho đội tuyển, ông cũng có mặt ở World Cup 1994, và giã từ đội tuyển Đức sau trận tứ kết thua trước Bulgaria khi mới ở độ tuổi 27.

## Thống kê sự nghiệp

### Câu lạc bộ
| Câu lạc bộ          | Mùa giải            | Vô địch quốc gia | Vô địch quốc gia | Cúp quốc gia | Cúp quốc gia | Cúp châu Âu | Cúp châu Âu | Khác    | Khác   | Tổng cộng | Tổng cộng |
| Câu lạc bộ          | Mùa giải            | Số trận          | Số bàn           | Số trận      | Số bàn       | Số trận     | Số bàn      | Số trận | Số bàn | Số trận   | Số bàn    |
| ------------------- | ------------------- | ---------------- | ---------------- | ------------ | ------------ | ----------- | ----------- | ------- | ------ | --------- | --------- |
| Köln                | 1985–86             | 2                | 0                | 0            | 0            | 0           | 0           | 0       | 0      | 2         | 0         |
| Köln                | 1986–87             | 16               | 0                | 0            | 0            | 0           | 0           | 0       | 0      | 16        | 0         |
| Köln                | 1987–88             | 34               | 0                | 2            | 0            | 0           | 0           | 0       | 0      | 36        | 0         |
| Köln                | 1988–89             | 33               | 0                | 2            | 0            | 6           | 0           | 0       | 0      | 41        | 0         |
| Köln                | 1989–90             | 34               | 0                | 3            | 0            | 10          | 0           | 0       | 0      | 47        | 0         |
| Köln                | 1990–91             | 34               | 0                | 7            | 0            | 6           | 0           | 0       | 0      | 47        | 0         |
| Köln                | 1991–92             | 37               | 0                | 2            | 0            | 0           | 0           | 0       | 0      | 39        | 0         |
| Köln                | 1992–93             | 31               | 0                | 2            | 0            | 2           | 0           | 0       | 0      | 35        | 0         |
| Köln                | 1993–94             | 33               | 0                | 2            | 0            | 0           | 0           | 0       | 0      | 35        | 0         |
| Köln                | 1994–95             | 34               | 0                | 5            | 0            | 0           | 0           | 0       | 0      | 39        | 0         |
| Köln                | 1995–96             | 34               | 0                | 1            | 0            | 1           | 0           | 0       | 0      | 36        | 0         |
| Köln                | 1996–97             | 4                | 0                | 1            | 0            | 0           | 0           | 0       | 0      | 5         | 0         |
| Köln                | Tổng cộng           | 326              | 0                | 27           | 0            | 25          | 0           | 0       | 0      | 378       | 0         |
| Real Madrid         | 1996–97             | 40               | 0                | 6            | 0            | 0           | 0           | 0       | 0      | 46        | 0         |
| Real Madrid         | 1997–98             | 12               | 0                | 2            | 0            | 5           | 0           | 0       | 0      | 19        | 0         |
| Real Madrid         | 1998–99             | 34               | 0                | 3            | 0            | 8           | 0           | 2       | 0      | 47        | 0         |
| Real Madrid         | 1999–00             | 5                | 0                | 1            | 0            | 1           | 0           | 0       | 0      | 7         | 0         |
| Real Madrid         | 2000–01             | 0                | 0                | 0            | 0            | 0           | 0           | 0       | 0      | 0         | 0         |
| Real Madrid         | Tổng cộng           | 91               | 0                | 12           | 0            | 14          | 0           | 2       | 0      | 119       | 0         |
| Tổng cộng sự nghiệp | Tổng cộng sự nghiệp | 417              | 0                | 39           | 0            | 39          | 0           | 2       | 0      | 497       | 0         |

## Giải thưởng

### Câu lạc bộ
Real Madrid
- La Liga: 1996–97
- Siêu cúp bóng đá Tây Ban Nha: 1997
- UEFA Champions League: 1997–98, 1999–2000
- Cúp bóng đá liên lục địa: 1998

### Quốc tế
Đức
- FIFA World Cup: 1990
- Giải vô địch bóng đá U-16 châu Âu: 1984

### Cá nhân
- Thủ môn Đức của năm: 1989, 1990, 1991, 1992
- Thủ môn xuất sắc nhất châu Âu: 1991
- kicker Bundesliga Đội hình tiêu biểu mùa giải: 1994–95[10]